# Oberdorf I

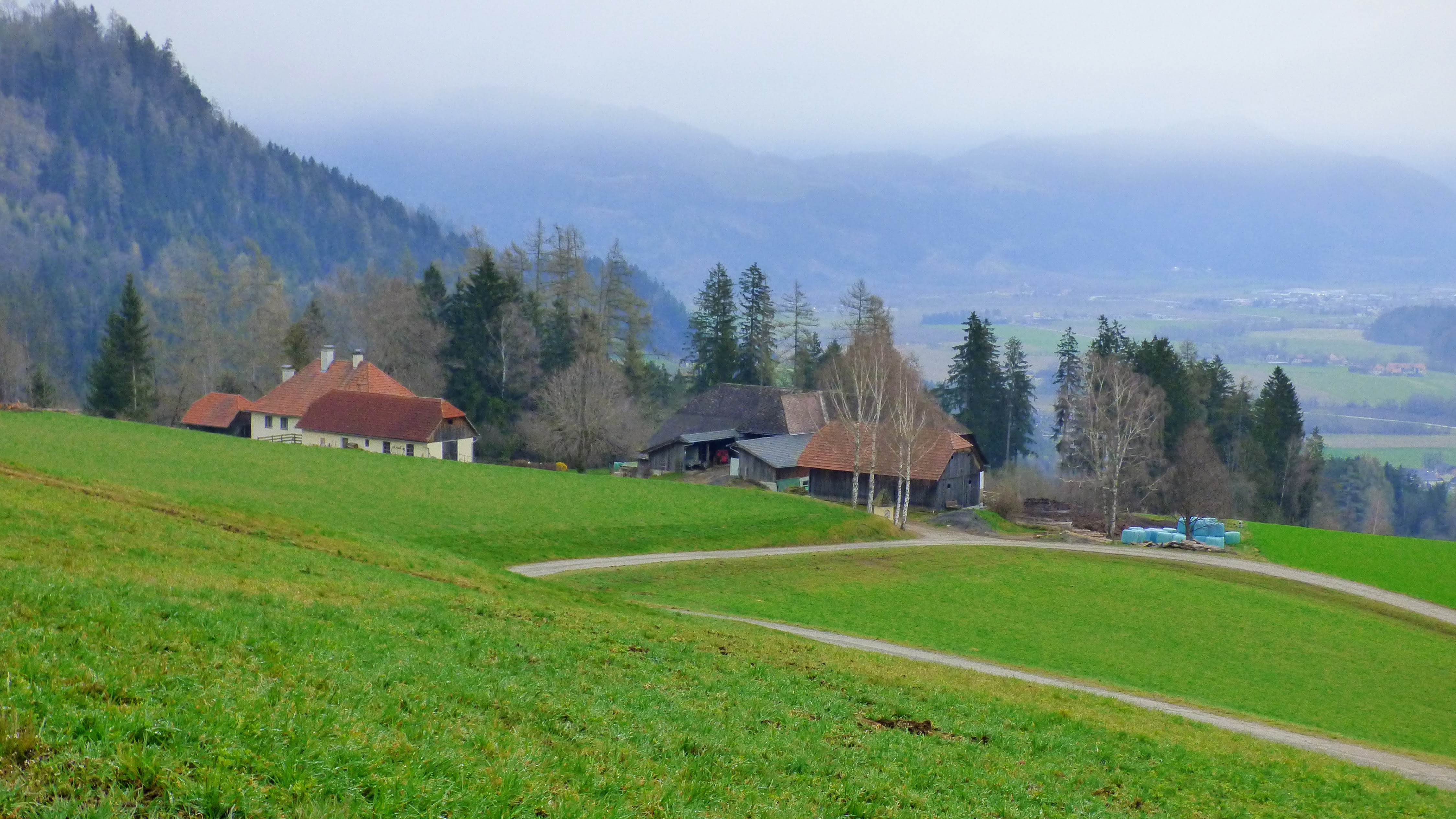
Hof Moscher, Oberdorf Nr. 10

Oberdorf I ist eine Ortschaft in der Gemeinde Friesach im Bezirk Sankt Veit an der Glan in Kärnten (Österreich). Die Ortschaft hat 22 Einwohner (Stand 1. Jänner 2024). Sie liegt auf dem Gebiet der Katastralgemeinde St. Salvator.

## Lage
Die Streusiedlung liegt linksseitig im Metnitztal, an den sonnseitigen Hängen der Metnitzer Alpen, nordwestlich oberhalb von St. Salvator, von wo aus sie über St. Johann erreichbar ist. Sie besteht aus zwei Siedlungen:
- Oberdorf im engeren Sinn bezeichnet die Höfe am Südhang des Spielbergs, auf einer Seehöhe von etwa 820 bis 1000 m. Dort werden folgende Hofnamen geführt: Lampl (Haus Nr. 1), Ebner (Nr. 2), Moscher/Moscher am Rann (Nr. 10), Oberer Eicher/Obereicher (Nr. 11, 13).[2]
- Lichtberg bezeichnet die von Oberdorf im engeren Sinn durch einen Waldstreifen getrennten Höfe nördlich davon, im Tal des Bachs von Oberwalk, auf einer Seehöhe von etwa 980 bis 1170 m. Dort werden folgende Hofnamen geführt: Dörflinger (Nr. 5), Obere Walk/Walken (Nr. 6), Bacher (Nr. 7), Untere Walk/Steiner (Nr. 8).[2]

## Geschichte
Auf dem Gebiet der Steuergemeinde St. Salvator liegend, gehörte Oberdorf in der ersten Hälfte des 19. Jahrhunderts zum Steuerbezirk Dürnstein. Bei Gründung der Ortsgemeinden in Verbindung mit den Verwaltungsreformen Mitte des 19. Jahrhunderts kam Oberdorf an die Gemeinde St. Salvator. Seit 1973 gehört Oberdorf zur Gemeinde Friesach. Zur Unterscheidung von Oberdorf bei Gaisberg wird es seither Oberdorf I genannt.

## Bevölkerungsentwicklung
Für die Ortschaft zählte man folgende Einwohnerzahlen:
- 1869: 12 Häuser, 127 Einwohner[3]
- 1880: 11 Häuser, 97 Einwohner (davon Lichtberg 4 Häuser, 26 Einwohner)[4]
- 1890: 11 Häuser, 99 Einwohner (davon Lichtberg 4 Häuser, 33 Einwohner)[5]
- 1900: 11 Häuser, 85 Einwohner (davon Lichtberg 3 Häuser, 21 Einwohner)[6]
- 1910: 12 Häuser, 83 Einwohner (davon Lichtberg 4 Häuser, 28 Einwohner)[7]
- 1923: 11 Häuser, 78 Einwohner (davon Lichtberg 4 Häuser, 23 Einwohner)[8]
- 1934: 93 Einwohner[9]
- 1961: 12 Häuser, 51 Einwohner (davon Lichtberg 4 Häuser, 14 Einwohner)[10]
- 2001: 9 Gebäude (davon 5 mit Hauptwohnsitz) mit 6 Wohnungen; 36 Einwohner und 0 Nebenwohnsitzfälle; 5 Haushalte; 0 Arbeitsstätten, 7 land- und forstwirtschaftliche Betriebe[11]
- 2011: 7 Gebäude, 29 Einwohner, 5 Haushalte, 0 Arbeitsstätten[12]
- 2021: 6 Gebäude, 24 Einwohner, 5 Haushalte, 8 Arbeitsstätten[13]